# Бразилско дърво
Бразилското дърво (Caesalpinia echinata) е вид двусемеделно растение от семейство Бобови (Fabaceae), разпространен в тропическите области на Азия и Южна Америка. От дървесината му се извлича пигментът бразилин, високо ценен през 15-16 век. Бразилското дърво дава името си на държавата Бразилия.От това дърво се правят и най-различни мебели,с добро качество.